# Finale de la Coupe d'Afrique des nations de football 2015
Navigation
Finale de la CAN
2013 Finale de la CAN
2017
La finale de la Coupe d'Afrique des Nations 2015 est un match  football qui a  lieu le 8 février 2015 pour déterminer le vainqueur de la Coupe d'Afrique des nations de football 2015, le championnat de football d'Afrique organisé par la Confédération africaine de football (CAF). Le match a lieu au Estadio de Bata à Bata, en Guinée équatoriale.

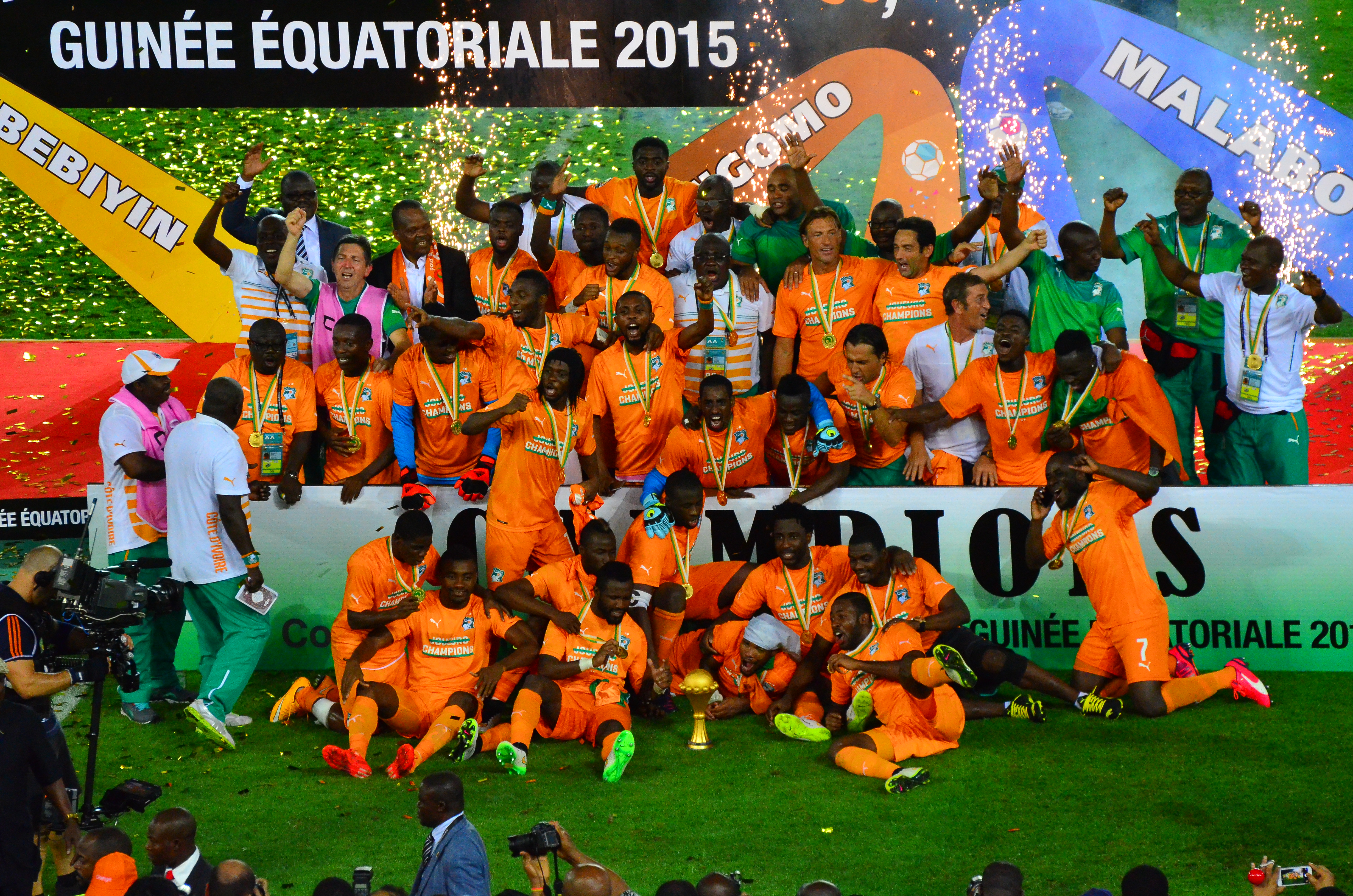
Célébration de la Côte d'Ivoire

Le vainqueur de la finale est la Côte d'Ivoire, qui remporte la compétition pour la deuxième fois de son histoire, en s'imposant contre le Ghana aux tirs au but.

## Contexte
La Côte d'Ivoire participe à sa 20e Coupe d'Afrique des nations. Elle a obtenu une seule victoire en 1992, en battant le Ghana à la suite d'un tir de pénalité à la fin d'un match nul (0-0) au Stade de l'Amitié à Dakar, Sénégal. 
La Côte d'Ivoire a également perdu en finale à deux reprises, en 2006 et en 2012, s'inclinant à la suite de tirs au but, après des matchs nuls contre l'Égypte et la Zambie respectivement. 
Le Ghana participe également comme la Côte d'Ivoire à sa 20e CAN. Il s'agit de la 9e finale disputée par le Ghana. Le Ghana en a remporté quatre (1963, 1965, 1978, 1982) et s'est incliné quatre fois en finale (1968, 1970, 1992, 2010). 
Avant ce match, la Côte d'Ivoire occupait la 28e place au classement mondial de la FIFA (3e parmi les nations africaines), tandis que le Ghana était 37e (5e parmi les nations africaines).

## Match

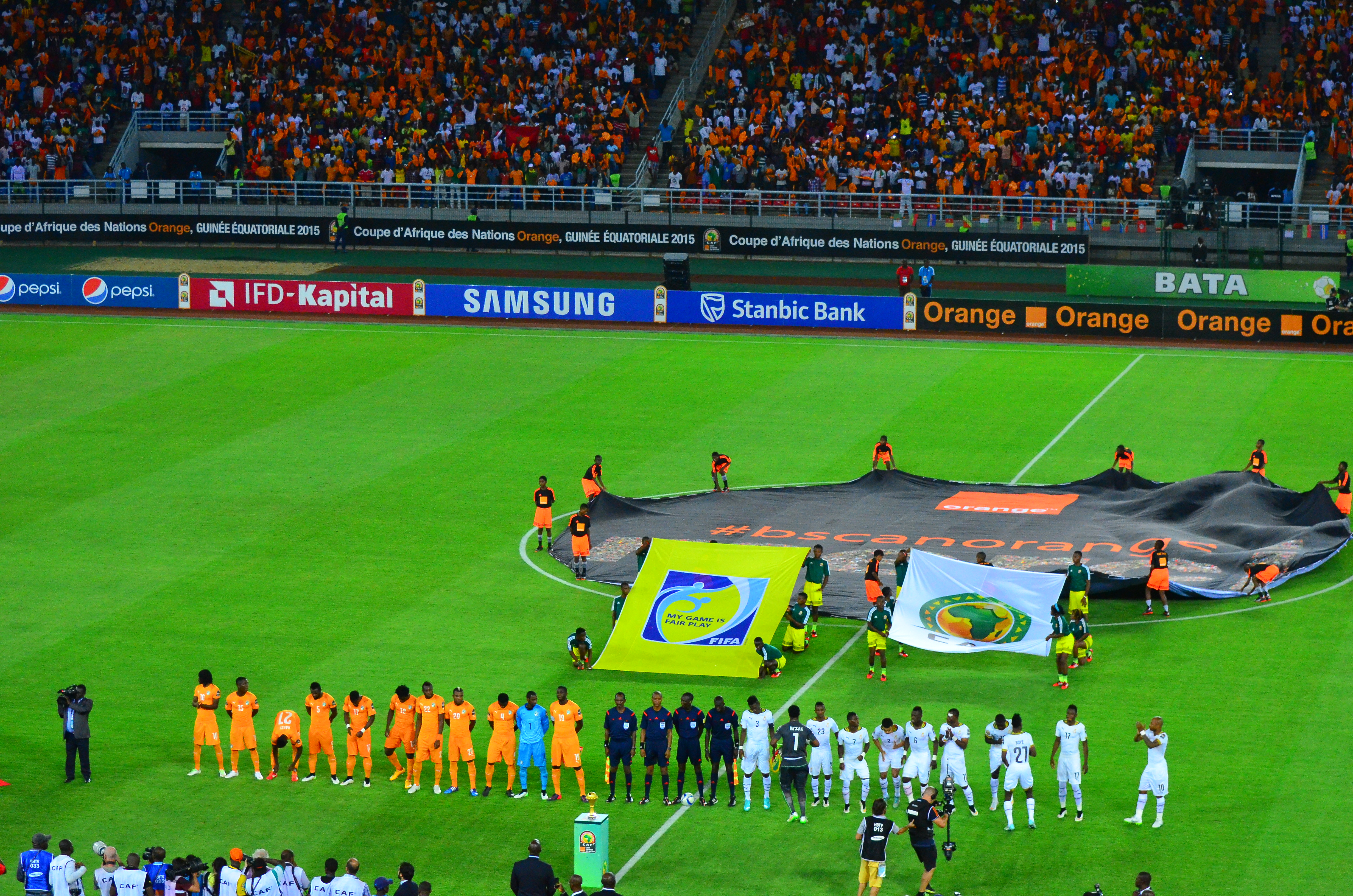
Côte d'Ivoire vs Ghana lors de la finale de la CAN 2015

### Détails
| 8 février 2015 | Côte d'Ivoire                                                                                     | 0 - 0 a. p.     | Ghana                                                                                          | Estadio de Bata, Bata      |                            |
| 20:00 UTC+1    |                                                                                                   | (0 - 0)         |                                                                                                | Arbitrage : Bakary Gassama | Arbitrage : Bakary Gassama |
| 20:00 UTC+1    | Bony · Tallo · Aurier · Doumbia · Y. Touré · Kalou · K. Touré · Kanon · Bailly · Die · Barry Copa | Tirs au but 9-8 | Wakaso · J. Ayew · Acquah · Acheampong · A. Ayew · Mensah · Badu · Afful · Baba · Boye · Razak | Arbitrage : Bakary Gassama | Arbitrage : Bakary Gassama |

| Côte d'Ivoire | Ghana |

| GK            | 1  | Boubacar Barry Copa       |        |        |
| RB            | 17 | Serge Aurier              |        |        |
| CB            | 21 | Eric Bertrand Bailly      | 105+1e |        |
| CB            | 4  | Kolo Touré                |        |        |
| LB            | 22 | Wilfried Kanon            | 87e    |        |
| CM            | 20 | Serey Die                 | 14e    |        |
| CM            | 19 | Yaya Touré (c)            |        |        |
| RW            | 15 | Max Gradel                |        | 67e    |
| LW            | 5  | Siaka Tiéné               | 57e    | 116e   |
| CF            | 12 | Wilfried Bony             |        |        |
| CF            | 10 | Gervinho                  |        | 120+2e |
| Remplaçants : |    |                           |        |        |
| DF            | 2  | Ousmane Viera             |        |        |
| FW            | 3  | Roger Assalé              |        |        |
| MF            | 6  | Cheick Doukouré           |        |        |
| FW            | 7  | Seydou Doumbia            |        | 67e    |
| FW            | 8  | Salomon Kalou             |        | 116e   |
| MF            | 9  | Cheik Tioté (injured)     |        |        |
| FW            | 11 | Tallo Gadji               |        | 120+2e |
| DF            | 13 | Jean-Daniel Akpa-Akpro    |        |        |
| MF            | 14 | Ismaël Diomandé           |        |        |
| GK            | 16 | Sylvain Gbohouo (injured) |        |        |
| FW            | 18 | Lacina Traoré             |        |        |
| GK            | 23 | Sayouba Mandé             |        |        |
| Manager :     |    |                           |        |        |
| Hervé Renard  |    |                           |        |        |

| GK            | 1  | Brimah Razak           |  |        |
| RB            | 23 | Harrison Afful         |  |        |
| CB            | 21 | John Boye              |  |        |
| CB            | 19 | Jonathan Mensah        |  |        |
| LB            | 17 | Baba Rahman            |  |        |
| CM            | 11 | Wakaso Mubarak         |  |        |
| CM            | 6  | Afriyie Acquah         |  |        |
| RW            | 7  | Christian Atsu         |  | 116e   |
| LW            | 10 | André Ayew             |  |        |
| CF            | 3  | Asamoah Gyan (c)       |  | 120+1e |
| CF            | 2  | Kwesi Appiah           |  | 99e    |
| Remplaçants : |    |                        |  |        |
| DF            | 4  | Edwin Gyimah           |  |        |
| DF            | 5  | Mohamed Awal           |  |        |
| MF            | 8  | Emmanuel Agyemang-Badu |  | 120+1e |
| FW            | 9  | Jordan Ayew            |  | 99e    |
| GK            | 12 | Ernest Sowah           |  |        |
| MF            | 13 | Mohammed Rabiu         |  |        |
| MF            | 14 | Solomon Asante         |  |        |
| FW            | 15 | Mahatma Otoo           |  |        |
| GK            | 16 | Fatau Dauda            |  |        |
| DF            | 18 | Daniel Amartey         |  |        |
| FW            | 20 | David Accam            |  |        |
| FW            | 22 | Frank Acheampong       |  | 116e   |
| Manager :     |    |                        |  |        |
| Avram Grant   |    |                        |  |        |

| Homme du Match : Afriyie Acquah (Ghana) Arbitres assistants : Djibril Camara (Sénégal) Ali Waleed Ahmed (Soudan) Quatrième arbitre : Janny Sikazwe (Zambie) |